# Orlen Arena Oberstdorf Allgäu
Koordinaten: 47° 24′ 20,2″ N, 10° 17′ 34,7″ O

Ehemaliges Logo der Erdinger Arena (bis 2017)

Die Orlen Arena Oberstdorf Allgäu (bis 2022 Audi Arena Oberstdorf, bis 2017 Erdinger Arena, bis 2004 Skisprungstadion am Schattenberg) liegt am östlichen Ortsrand von Oberstdorf unterhalb des Schattenbergs (Allgäuer Alpen). Sie besteht aus einer HS137-Großschanze, einer HS106-Normalschanze, drei kleineren Mattenschanzen und einer Tribünenanlage. Bekannt ist die Anlage als einer der Austragungsorte der Vierschanzentournee. Seit 1953 findet hier das Auftaktspringen der Sprungserie statt. Heimatverein ist der Skiclub Oberstdorf, Betreiber ist die SC Oberstdorf Veranstaltungs GmbH (ehem. Skisport- und Veranstaltungs GmbH).

## Geschichte

### Anfänge
Eine erste Skisprungschanze (Schanze auf den Halden) gab es in Oberstdorf schon 1909. Der dort erreichte Schanzenrekord von Bruno Biehler betrug 22 Meter. Das Gelände war für eine Schanze unter anderem wegen der starken Sonneneinstrahlung aber nicht optimal geeignet. Der kurze Anlauf und die damit begrenzten Weiten veranlassten den Skiclub Oberstdorf zusammen mit dem Sportausschuss des Verkehr- und Kurvereins nach einem Gelände für einen moderneren Schanzenneubau zu suchen. Der östlich von Oberstdorf gelegene Bereich am Fuß des Schattenbergs schien gut geeignet, weil der Ort meist im Schatten lag und das Grundstück zudem der Gemeinde gehörte.

### 1925 bis 1941
Am 27. Dezember 1925 konnte die nach Plänen des Architekten Hans Gschwender neu erbaute Schattenbergschanze eröffnet werden. Bereits 1930 wurde für die Deutschen Meisterschaften und 1936 für die Qualifikationswettbewerbe für die Olympischen Winterspiele in Garmisch-Partenkirchen die Schanze vergrößert. Im Zweiten Weltkrieg verfiel die Schanze. Der letzte Wettkampf fand 1941 statt.

### 1946 bis 1986
Die Wiedereröffnung erfolgte nach dem Wiederaufbau am 1. Januar 1946. Am 4. Januar 1953 fand auf der Schattenbergschanze zum ersten Mal ein Springen im Rahmen der Vierschanzentournee statt. Die Tournee mit dem Oberstdorfer Auftaktspringen jeweils Ende Dezember ist heute die wichtigste Skisprungserie der Saison.
Die alte Anlage aus Holz, die zwar immer wieder angepasst und bis K 70 ausgebaut wurde, wurde bald den sich immer weiter entwickelnden Weiten der Springer nicht mehr gerecht. Um für die Austragung der Skiflug-Weltmeisterschaften 1973 auf der Heini-Klopfer-Skiflugschanze einen alternativen Ausweichort anbieten zu können, errichtete man eine K 115-Großschanze aus Stahlbeton und Leimholzbindern sowie die K 56-Schanze.

### 1987 bis 2003
1987 wurden im Rahmen der Nordischen Skiweltmeisterschaften die Spezial- und Kombinationswettbewerbe auf der Normal- und der Großschanze ausgetragen. Der Holzturm der Normalschanze, mittlerweile K 90, wurde durch einen Turm aus Stahlbeton und Leimholzbindern ersetzt. 1997 wurden zwei weitere kleine Schanzen (K 19 und K 30) für den Nachwuchs errichtet und die Großschanze erhielt einen Schrägaufzug. Bis Ende 2003 wurde die K 115-Schanze für die Nordischen Skiweltmeisterschaften 2005 durch den 16,6 Millionen Euro teuren Neubau einer K 120-Schanze (jetzt HS 137-Schanze) ersetzt. Sie soll höhere Weiten und eine größere Sicherheit ermöglichen. Alle Schanzen können seit 2004 mit Matten gesprungen werden. Auf der Normalschanze findet jeweils im Sommer ein FIS-Continental-Cup-Mattenspringen statt. Der Zuschauerbereich am Auslauf verstärkt durch die Errichtung weiterer Tribünen den Stadioncharakter. Das Fassungsvermögen wurde dadurch von 17.000 auf 27.000 Personen erhöht.

### 2004 bis 2010
Ab dem 26. Dezember 2004 hieß das Skisprungstadion am Schattenberg offiziell Erdinger Arena. Die Brauerei Erdinger Weißbräu schloss einen zunächst über zehn Jahre laufenden Vertrag für das Namenssponsoring der Sportstätte. Diese Form des Sponsoring, die bisher nur von Fußballstadien oder großen Sporthallen bekannt war, stellte eine Neuheit im internationalen Skisport dar. Der Vertrag sollte eine Finanzierungslücke von 150.000 Euro decken, die der Betreibergesellschaft durch den Umbau der Anlage jährlich entstanden war. Während der Nordischen Skiweltmeisterschaften 2005 durfte das Stadion allerdings nicht Erdinger Arena heißen. Wegen der Interessenskollision mit anderen Sponsoren aus der Brauereibranche, die die Weltmeisterschaften und den Skiweltverband FIS finanziell unterstützten, wurde die Sportstätte während der Weltmeisterschaften als WM Skisprung Arena Oberstdorf bezeichnet. Im November 2010 wurde beschlossen, dass die 100-Meter-Schanze im Jahr 2011 umgebaut wird.

Schattenbergschanzen 2006
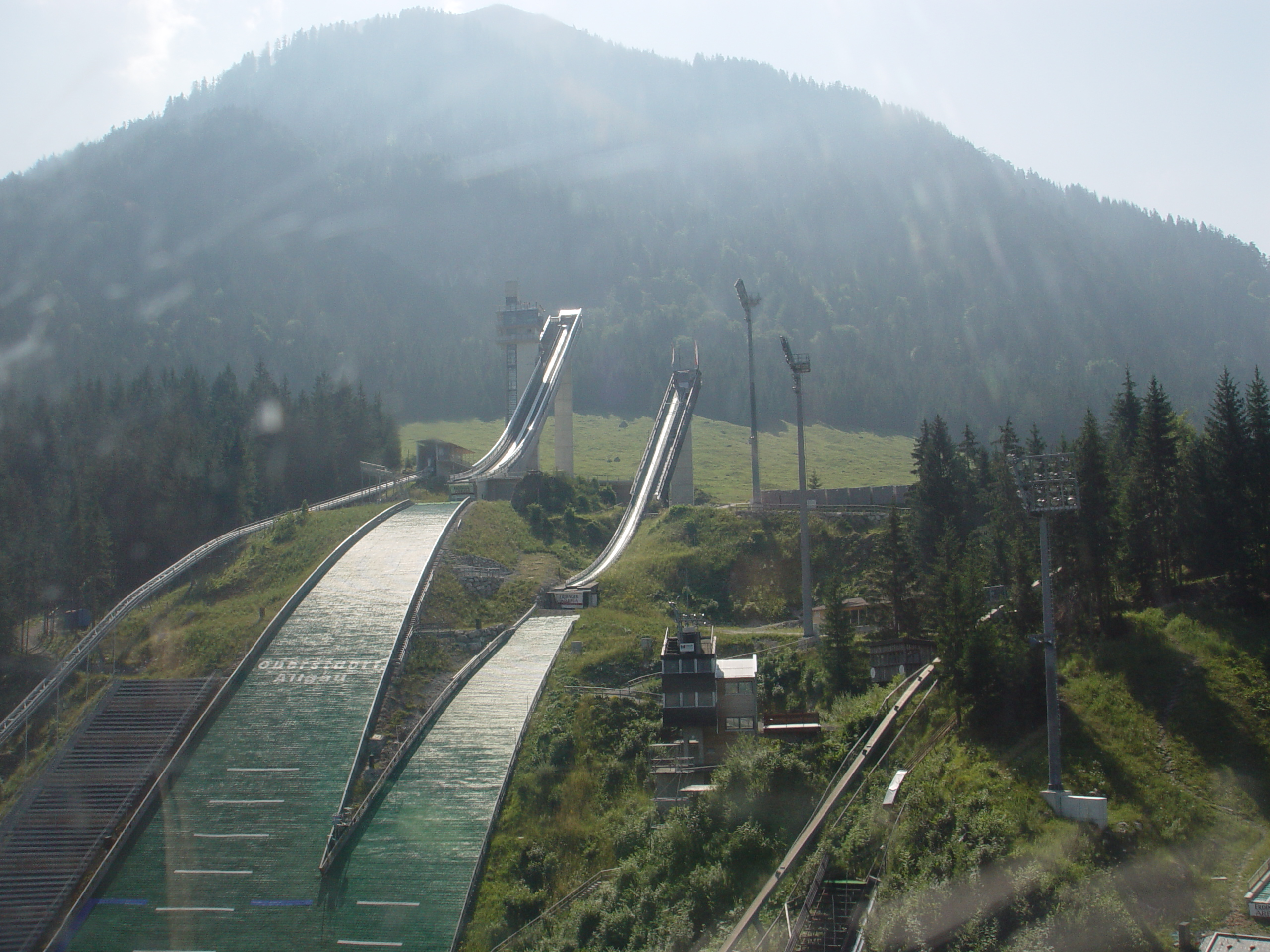
Schattenbergschanzen von der Nebelhornbahn aus fotografiert
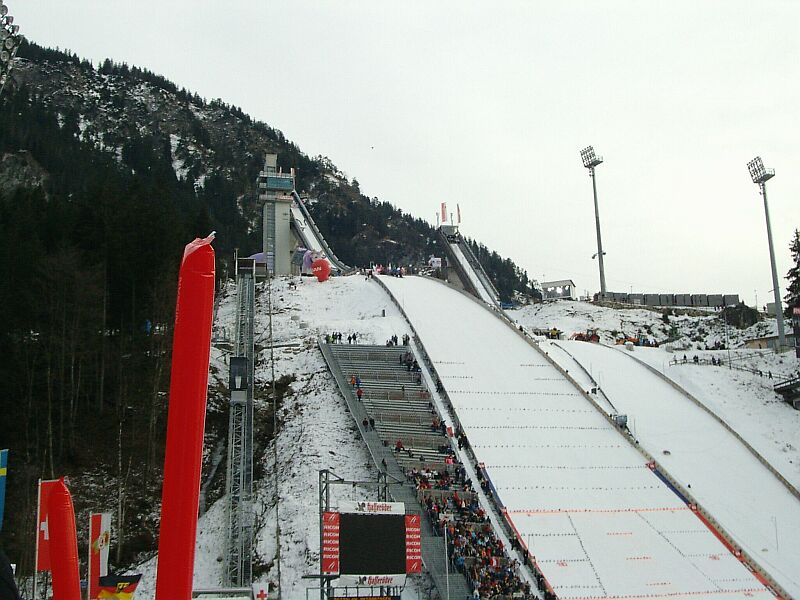
Schattenbergschanzen beim Auftaktspringen zur Vierschanzentournee

### Seit 2011

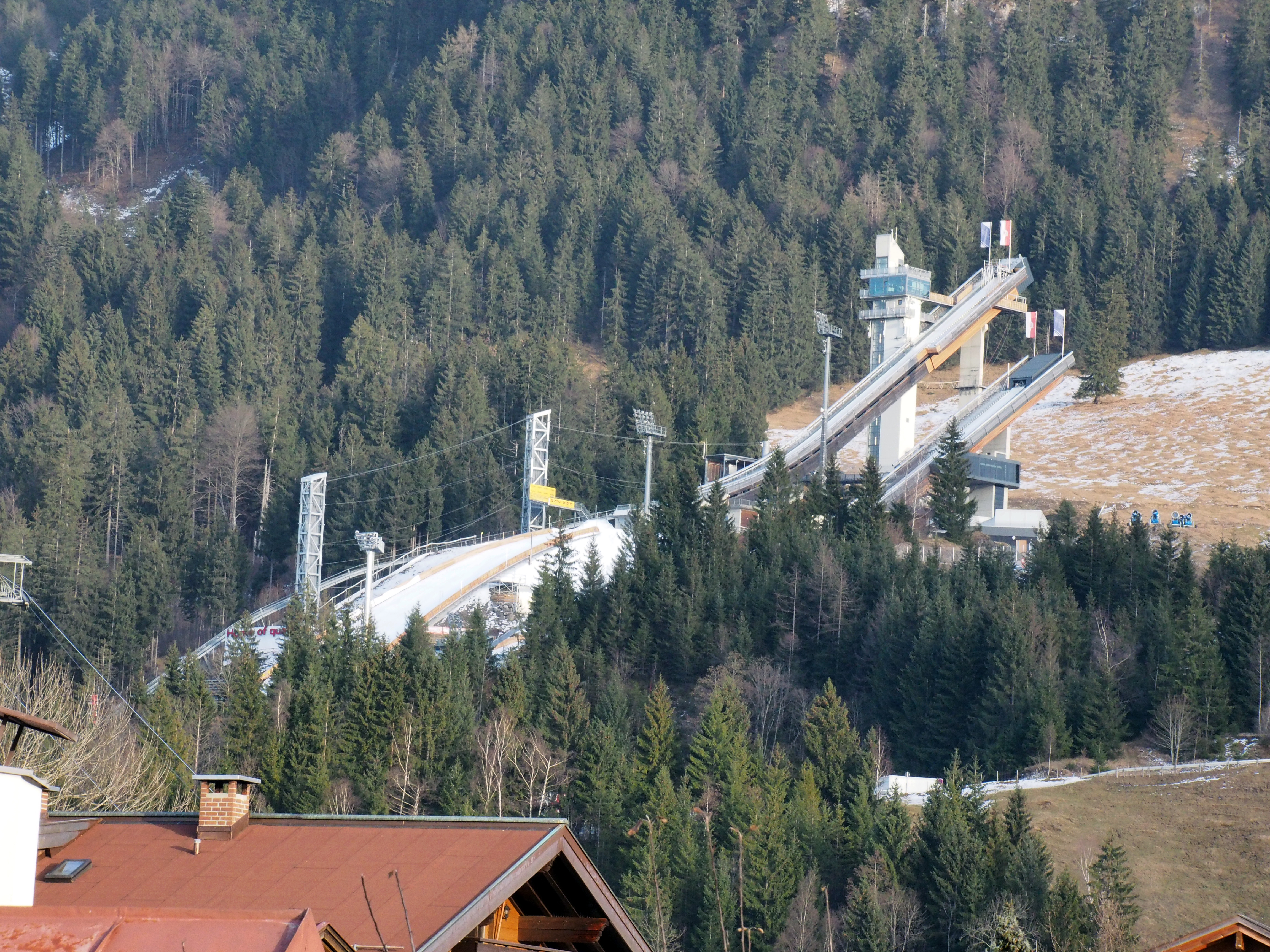
Groß- und Normalschanze am Schattenberg (2020)

Von April bis Oktober 2011 wurde die alte 100- zur neuen 106-Meter-Schanze umgebaut. Am 21. Oktober wurde die neue K-95-Schanze mit der deutschen Damen-Nationalmannschaft, dem B-Kader der nordisch Kombinierten und Oberstdorfer Nachwuchsathleten eingeweiht. Die Baukosten beliefen sich auf rund fünf Millionen Euro.
Im November 2017 wurde bekannt, dass die Anlage einen neuen Sponsorennamen erhält. Nach 13 Jahren wurde die Zusammenarbeit zwischen dem Skiclub Oberstdorf und der Erdinger Brauerei beendet. Neuer Namensgeber wurde offiziell ab dem 1. Dezember 2017 der Automobilhersteller Audi. Der neue Name lautete Audi Arena Oberstdorf.
Im Februar und März 2021 fanden in der Audi Arena Oberstdorf zum dritten Mal die Nordischen Skiweltmeisterschaften statt. In Vorbereitung auf diese erfolgten größere Umbauarbeiten am Anlaufturm, am Aufsprunghang und im Zuschauerbereich sowie ein Neubau des Athletendorfs. 
Nach dem Ende des Sponsoringvertrags mit Audi lautete der Name ab Mai 2022 WM-Skisprung Arena Oberstdorf. 
Ende 2023 wurde ein neuer Vertrag über die Namensrechte mit dem polnischen Energiekonzern Orlen abgeschlossen. Seither trägt die Sportstätte den Namen Orlen Arena Oberstdorf Allgäu.

## Sonstiges
Martin Schmitt war der erste Springer, dem es gelang, dreimal hintereinander auf der großen Schattenbergschanze zu gewinnen. Er entschied in den Jahren 1998 bis 2000 das Auftaktspringen der Vierschanzentournee für sich. Auf der umgebauten Schattenbergschanze gelang bis jetzt nur Janne Ahonen dreimal hintereinander der Sieg.
Auch wenn kein Wettbewerb ausgetragen wird, sind Anlauf und Turm der HS 137-Schanze nachts beleuchtet.
An der Schattenbergschanze wurden 2015 die Skisprung-Szenen des Films Eddie the Eagle – Alles ist möglich gedreht.
Auf der anderen Seite der Gemeinde Oberstdorf im Birgsautal liegt die wesentlich größere Heini-Klopfer-Skiflugschanze mit einer Schanzenlänge von 235 Metern.

## Technische Daten
| Große Schattenbergschanze (HS 137) | Große Schattenbergschanze (HS 137) |
| ---------------------------------- | --- |
| Erbaut                             | 2003 (alte Schanze 1946) |
| Anlauf                             | |
| Turmhöhe                           | 44 m |
| Anlauflänge                        | 108 m |
| Anlaufgeschwindigkeit              | 93,2 km/h |
| Schanzentisch                      | |
| Tischhöhe                          | 3,38 m |
| Tischlänge                         | 6,5 m |
| Aufsprung                          | |
| Hillsize                           | 137 m |
| Konstruktionspunkt                 | 120 m |
| Juryweite                          | 137 m |
| Größe                              | |
| Gesamthöhe der Anlage              | 140 m |
| Gesamtlänge der Anlage             | 274,5 m |
| Schanzenrekord                     | Herren SP-Winter: 143,5 m – Sigurd Pettersen, 29. Dezember 2003 Herren NK-Winter: 144,5 m – Franz-Josef Rehrl, 3. Februar 2023 Damen: 141,5 m – Chiara Hölzl, 1. Februar 2020 |

| Normalschanze (HS 106) | Normalschanze (HS 106)                                                                                     |
| ---------------------- | --- |
| Erbaut                 | 2011 |
| Anlauf                 | |
| Turmhöhe               | 32 m |
| Anlauflänge            | 95,5 m |
| Schanzentisch          | |
| Tischhöhe              | 2,22 m |
| Aufsprung              | |
| Hillsize               | 106 m |
| Konstruktionspunkt     | 95 m |
| Größe                  | |
| Gesamthöhe der Anlage  | 106 m |
| Schanzenrekord         | Herren: 105,5 m – Halvor Egner Granerud, 26. Februar 2021 Damen: 109,0 m – Marita Kramer, 25. Februar 2021 |

## Internationale Wettbewerbe
Genannt werden alle von der FIS organisierten Wettbewerbe im Skispringen.
| Datum              | Kategorie                     | Schanze | 1. Platz                                                                       | 2. Platz                                                                                 | 3. Platz                                                                    |
| ------------------ | ----------------------------- | ------- | ------------------------------------------------------------------------------ | ---------------------------------------------------------------------------------------- | --------------------------------------------------------------------------- |
| 4. Januar 1953     | Vierschanzentournee           | K90     | Erling Kroken                                                                  | Sepp Bradl                                                                               | Asgeir Dølplads                                                             |
| 31. Dezember 1953  | Vierschanzentournee           | K90     | Olaf B. Bjørnstad                                                              | Sepp Bradl                                                                               | Aulis Kallakorpi                                                            |
| 30. Dezember 1954  | Vierschanzentournee           | K90     | Aulis Kallakorpi                                                               | Hemmo Silvennoinen Eino Kirjonen                                                         |                                                                             |
| 31. Dezember 1955  | Vierschanzentournee           | K90     | Eino Kirjonen                                                                  | Aulis Kallakorpi                                                                         | Harry Glaß                                                                  |
| 29. Dezember 1956  | Vierschanzentournee           | K90     | Pentti Uotinen                                                                 | Aulis Kallakorpi                                                                         | Toni Brutscher Werner Lesser                                                |
| 29. Dezember 1957  | Vierschanzentournee           | K90     | Nikolai Kamenski                                                               | Helmut Recknagel                                                                         | Walter Habersatter Walter Steinegger                                        |
| 28. Dezember 1958  | Vierschanzentournee           | K90     | Helmut Recknagel                                                               | Eino Kirjonen                                                                            | Nikolai Schamow                                                             |
| 30. Dezember 1959  | Vierschanzentournee           | K90     | Max Bolkart                                                                    | Albin Plank                                                                              | Helmut Kurz Willi Egger Helmut Kurz                                         |
| 30. Dezember 1960  | Vierschanzentournee           | K90     | Juhani Kärkinen                                                                | Kjell Sjöberg                                                                            | Kalevi Kärkinen Otto Leodolter                                              |
| 28. Dezember 1961  | Vierschanzentournee           | K90     | Eino Kirjonen                                                                  | Božo Jemc                                                                                | Oddvar Saga                                                                 |
| 28. Dezember 1962  | Vierschanzentournee           | K90     | Toralf Engan                                                                   | Max Bolkart                                                                              | Torbjørn Yggeseth                                                           |
| 29. Dezember 1963  | Vierschanzentournee           | K90     | Torbjørn Yggeseth                                                              | Antero Immonen                                                                           | Pjotr Kowalenko                                                             |
| 27. Dezember 1964  | Vierschanzentournee           | K90     | Torgeir Brandtzæg                                                              | Pjotr Kowalenko                                                                          | Dave Hicks                                                                  |
| 30. Dezember 1965  | Vierschanzentournee           | K90     | Veikko Kankkonen                                                               | Dieter Neuendorf                                                                         | Paavo Lukkariniemi                                                          |
| 30. Dezember 1966  | Vierschanzentournee           | K90     | Dieter Neuendorf                                                               | Peter Lesser                                                                             | Veikko Kankkonen Bjørn Wirkola                                              |
| 31. Dezember 1967  | Vierschanzentournee           | K90     | Dieter Neuendorf                                                               | Lars Grini                                                                               | Bjørn Wirkola                                                               |
| 29. Dezember 1968  | Vierschanzentournee           | K90     | Bjørn Wirkola                                                                  | Jiří Raška                                                                               | Josef Matouš                                                                |
| 28. Dezember 1969  | Vierschanzentournee           | K90     | Gari Napalkow                                                                  | Manfred Queck                                                                            | Josef Matouš                                                                |
| 30. Dezember 1970  | Vierschanzentournee           | K90     | Ingolf Mork                                                                    | Bent Tomtum                                                                              | Stanisław Pawlusiak                                                         |
| 2. Januar 1972     | Vierschanzentournee           | K90     | Yukio Kasaya                                                                   | Ingolf Mork                                                                              | Hans Schmid                                                                 |
| 30. Dezember 1972  | Vierschanzentournee           | K90     | Rainer Schmidt                                                                 | Hans-Georg Aschenbach                                                                    | Henry Glaß                                                                  |
| 30. Dezember 1973  | Vierschanzentournee           | K90     | Hans-Georg Aschenbach                                                          | Heinz Wosipiwo                                                                           | Hans Schmid                                                                 |
| 29. Dezember 1974  | Vierschanzentournee           | K90     | Willi Pürstl                                                                   | Stanisław Bobak                                                                          | Rainer Schmidt                                                              |
| 30. Dezember 1975  | Vierschanzentournee           | K90     | Toni Innauer                                                                   | Jochen Danneberg                                                                         | Reinhold Bachler                                                            |
| 30. Dezember 1976  | Vierschanzentournee           | K90     | Toni Innauer                                                                   | Jochen Danneberg                                                                         | Walter Steiner                                                              |
| 30. Dezember 1977  | Vierschanzentournee           | K90     | Matthias Buse                                                                  | Martin Weber                                                                             | Kari Ylianttila                                                             |
| 30. Dezember 1978  | Vierschanzentournee           | K90     | Juri Iwanow                                                                    | Jochen Danneberg                                                                         | Pentti Kokkonen                                                             |
| 30. Dezember 1979  | Weltcup                       | K115    | Jochen Danneberg                                                               | Hubert Neuper                                                                            | Alfred Groyer                                                               |
| 30. Dezember 1980  | Weltcup                       | K115    | Hubert Neuper                                                                  | Jari Puikkonen                                                                           | Roger Ruud                                                                  |
| 30. Dezember 1981  | Weltcup                       | K115    | Matti Nykänen                                                                  | Manfred Deckert                                                                          | Thomas Prosser                                                              |
| 30. Dezember 1982  | Weltcup                       | K115    | Horst Bulau                                                                    | Matti Nykänen                                                                            | Armin Kogler                                                                |
| 30. Dezember 1983  | Weltcup                       | K115    | Klaus Ostwald                                                                  | Jens Weißflog                                                                            | Ole Gunnar Fidjestøl                                                        |
| 30. Dezember 1984  | Weltcup                       | K115    | Ernst Vettori                                                                  | Matti Nykänen                                                                            | Andreas Felder                                                              |
| 30. Dezember 1985  | Weltcup                       | K115    | Pekka Suorsa                                                                   | Franz Neuländtner                                                                        | Piotr Fijas                                                                 |
| 30. Dezember 1986  | Weltcup                       | K115    | Vegard Opaas                                                                   | Thomas Klauser                                                                           | Andreas Felder                                                              |
| 15. Februar 1987   | WM                            | K115    | Andreas Felder                                                                 | Vegard Opaas                                                                             | Ernst Vettori                                                               |
| 17. Februar 1987   | WM                            | K115    | FinnlandMatti Nykänen Ari-Pekka Nikkola Tuomo Ylipulli Pekka Suorsa            | NorwegenOle Christian Eidhammer Hroar Stjernen Ole Gunnar Fidjestøl Vegard Opaas         | ÖsterreichAndreas Felder Ernst Vettori Richard Schallert Franz Neuländtner  |
| 20. Februar 1987   | WM                            | K90     | Jiří Parma                                                                     | Matti Nykänen                                                                            | Vegard Opaas                                                                |
| 30. Dezember 1987  | Weltcup                       | K115    | Pavel Ploc                                                                     | Matti Nykänen                                                                            | Staffan Tällberg                                                            |
| 30. Dezember 1988  | Weltcup                       | K115    | Dieter Thoma                                                                   | Risto Laakkonen                                                                          | Matti Nykänen                                                               |
| 28. Dezember 1989  | Weltcup                       | K115    | Dieter Thoma                                                                   | Josef Heumann                                                                            | Jens Weißflog                                                               |
| 30. Dezember 1990  | Weltcup                       | K115    | Jens Weißflog                                                                  | Andreas Felder                                                                           | Heinz Kuttin                                                                |
| 29. Dezember 1991  | Weltcup                       | K115    | Toni Nieminen                                                                  | Werner Rathmayr                                                                          | Stephan Zünd                                                                |
| 30. Dezember 1992  | Weltcup                       | K115    | Christof Duffner                                                               | Andreas Goldberger                                                                       | Noriaki Kasai                                                               |
| 30. Dezember 1993  | Weltcup                       | K115    | Jens Weißflog                                                                  | Espen Bredesen                                                                           | Andreas Goldberger                                                          |
| 30. Dezember 1994  | Weltcup                       | K115    | Reinhard Schwarzenberger                                                       | Andreas Goldberger                                                                       | Jens Weißflog                                                               |
| 30. Dezember 1995  | Weltcup                       | K115    | Mika Laitinen                                                                  | Jens Weißflog                                                                            | Masahiko Harada                                                             |
| 29. Dezember 1996  | Weltcup                       | K115    | Dieter Thoma                                                                   | Kristian Brenden                                                                         | Andreas Goldberger                                                          |
| 29. Dezember 1997  | Weltcup                       | K115    | Kazuyoshi Funaki                                                               | Hiroya Saitō                                                                             | Ari-Pekka Nikkola                                                           |
| 30. Dezember 1998  | Weltcup                       | K115    | Martin Schmitt                                                                 | Andreas Goldberger                                                                       | Noriaki Kasai                                                               |
| 31. Juli 1999      | Continental Cup               | K90     | Bruno Reuteler                                                                 | Roland Audenrieth                                                                        | Simon Ammann                                                                |
| 29. Dezember 1999  | Weltcup                       | K115    | Martin Schmitt                                                                 | Andreas Goldberger                                                                       | Andreas Widhölzl                                                            |
| 29. Juli 2000      | Continental Cup               | K90     | Adam Małysz                                                                    | Jakub Janda                                                                              | Marco Steinauer                                                             |
| 29. Dezember 2000  | Weltcup                       | K115    | Martin Schmitt                                                                 | Noriaki Kasai                                                                            | Masahiko Harada                                                             |
| 4. August 2001     | Continental Cup               | K90     | Georg Späth                                                                    | Choi Heung-chul                                                                          | Wojciech Skupień                                                            |
| 5. August 2001     | Continental Cup               | K90     | DeutschlandRoland Audenrieth Stephan Hocke Jörg Ritzerfeld Georg Späth         | SüdkoreaChoi Yong-jik Kang Chil-gu Kim Hyun-ki Choi Heung-chul                           | SchweizAndreas Küttel Marco Steinauer Sylvain Freiholz Simon Ammann         |
| 30. Dezember 2001  | Weltcup                       | K115    | Sven Hannawald                                                                 | Martin Höllwarth                                                                         | Simon Ammann                                                                |
| 3. August 2002     | Continental Cup               | K90     | Frank Löffler                                                                  | Stefan Pieper                                                                            | Stefan Thurnbichler                                                         |
| 4. August 2002     | Continental Cup               | K90     | DeutschlandStefan Pieper Frank Ludwig Michael Möllinger Frank Löffler          | ÖsterreichStefan Thurnbichler Andreas Kofler Christian Nagiller Reinhard Schwarzenberger | PolenŁukasz Kruczek Tomisław Tajner Wojciech Skupień Marcin Bachleda        |
| 29. Dezember 2002  | Weltcup                       | K115    | Sven Hannawald                                                                 | Martin Höllwarth                                                                         | Janne Ahonen                                                                |
| 29. Dezember 2003  | Weltcup                       | K120    | Sigurd Pettersen                                                               | Thomas Morgenstern                                                                       | Martin Höllwarth                                                            |
| 24. Juli 2004      | Continental Cup               | HS137   | Adam Małysz                                                                    | Robert Kranjec                                                                           | Robert Mateja                                                               |
| 25. Juli 2004      | Continental Cup               | HS137   | Adam Małysz                                                                    | Robert Kranjec                                                                           | Morten Gjesvold                                                             |
| 29. Dezember 2004  | Weltcup                       | HS137   | Janne Ahonen                                                                   | Roar Ljøkelsøy                                                                           | Adam Małysz                                                                 |
| 19. Februar 2005   | Skiweltmeisterschaft          | HS106   | Rok Benkovič                                                                   | Jakub Janda                                                                              | Janne Ahonen                                                                |
| 20. Februar 2005   | Skiweltmeisterschaft          | HS106   | ÖsterreichWolfgang Loitzl Andreas Widhölzl Thomas Morgenstern Martin Höllwarth | DeutschlandMichael Neumayer Martin Schmitt Michael Uhrmann Georg Späth                   | SlowenienPrimož Peterka Jure Bogataj Rok Benkovič Jernej Damjan             |
| 25. Februar 2005   | Skiweltmeisterschaft          | HS137   | Janne Ahonen                                                                   | Roar Ljøkelsøy                                                                           | Jakub Janda                                                                 |
| 26. Februar 2005   | Skiweltmeisterschaft          | HS137   | ÖsterreichWolfgang Loitzl Andreas Widhölzl Thomas Morgenstern Martin Höllwarth | FinnlandRisto Jussilainen Tami Kiuru Matti Hautamäki Janne Ahonen                        | NorwegenBjørn Einar Romøren Sigurd Pettersen Lars Bystøl Roar Ljøkelsøy     |
| 30. Juli 2005      | Continental Cup               | HS137   | Georg Späth                                                                    | Michael Neumayer                                                                         | Dmitri Wassiljew                                                            |
| 31. Juli 2005      | Continental Cup               | HS137   | Michael Neumayer                                                               | Dmitri Wassiljew                                                                         | Georg Späth                                                                 |
| 1. Oktober 2005    | FIS Race                      | HS106   | Mario Innauer                                                                  | Andreas Strolz                                                                           | Andreas Wank                                                                |
| 2. Oktober 2005    | FIS Race                      | HS106   | Andreas Wank                                                                   | Andreas Strolz                                                                           | Arthur Pauli                                                                |
| 29. Dezember 2005  | Weltcup                       | HS137   | Janne Ahonen                                                                   | Roar Ljøkelsøy                                                                           | Jakub Janda                                                                 |
| 29. Juli 2006      | Continental Cup               | HS137   | Antonín Hájek                                                                  | Martin Schmitt                                                                           | Stefan Thurnbichler                                                         |
| 30. Juli 2006      | Continental Cup               | HS137   | Martin Schmitt                                                                 | Antonín Hájek                                                                            | Primož Pikl                                                                 |
| 30. September 2006 | FIS Race                      | HS106   | Tobias Bogner                                                                  | Mitja Mežnar                                                                             | Nico Faller                                                                 |
| 1. Oktober 2006    | FIS Race                      | HS106   | Jurij Tepeš                                                                    | Primož Roglič                                                                            | Sašo Tadič                                                                  |
| 30. Dezember 2006  | Weltcup                       | HS137   | Gregor Schlierenzauer                                                          | Andreas Küttel                                                                           | Adam Małysz                                                                 |
| 27. Januar 2007    | Weltcup                       | HS137   | Adam Małysz                                                                    | Thomas Morgenstern                                                                       | Michael Uhrmann                                                             |
| 28. Januar 2007    | Weltcup                       | HS137   | Michael Uhrmann                                                                | Anders Jacobsen                                                                          | Andrea Morassi                                                              |
| 17. März 2007      | FIS-Cup                       | HS106   | Wettkampf abgesagt                                                             | Wettkampf abgesagt                                                                       | Wettkampf abgesagt                                                          |
| 18. März 2007      | FIS-Cup                       | HS106   | Wettkampf abgesagt                                                             | Wettkampf abgesagt                                                                       | Wettkampf abgesagt                                                          |
| 4. August 2007     | Continental Cup               | HS137   | Georg Späth                                                                    | Bastian Kaltenböck                                                                       | Stefan Thurnbichler                                                         |
| 5. August 2007     | Continental Cup               | HS137   | Bastian Kaltenböck                                                             | Georg Späth                                                                              | Shōhei Tochimoto                                                            |
| 13. Oktober 2007   | Alpencup                      | HS106   | David Unterberger                                                              | Danny Queck                                                                              | Michael Hayböck                                                             |
| 14. Oktober 2007   | Alpencup                      | HS106   | David Unterberger                                                              | Danny Queck                                                                              | Michael Hayböck                                                             |
| 30. Dezember 2007  | Weltcup                       | HS137   | Thomas Morgenstern                                                             | Gregor Schlierenzauer                                                                    | Janne Ahonen                                                                |
| 26. September 2008 | Continental Cup               | HS106   | Ulrike Gräßler                                                                 | Magdalena Schnurr                                                                        | Jessica Jerome                                                              |
| 26. September 2008 | Continental Cup               | HS137   | Felix Schoft                                                                   | Wolfgang Loitzl                                                                          | Severin Freund                                                              |
| 27. September 2008 | Continental Cup               | HS106   | Anette Sagen                                                                   | Ulrike Gräßler                                                                           | Lindsey Van                                                                 |
| 27. September 2008 | Continental Cup               | HS137   | Jakub Janda                                                                    | Markus Eggenhofer                                                                        | Severin Freund                                                              |
| 4. Oktober 2008    | Alpencup                      | HS106   | Lukas Müller                                                                   | Manuel Poppinger                                                                         | Michael Hayböck                                                             |
| 5. Oktober 2008    | Alpencup                      | HS106   | Lukas Müller                                                                   | Michael Hayböck                                                                          | Nico Hermann                                                                |
| 29. Dezember 2008  | Weltcup                       | HS137   | Simon Ammann                                                                   | Wolfgang Loitzl                                                                          | Dmitri Wassiljew                                                            |
| 3. Oktober 2009    | Alpencup                      | HS106   | Dejan Judež                                                                    | Michael Hayböck                                                                          | Pascal Egloff                                                               |
| 4. Oktober 2009    | Alpencup                      | HS106   | Andraž Pograjc                                                                 | Marco Grigoli                                                                            | Roberto Dellasega                                                           |
| 29. Dezember 2009  | Weltcup                       | HS137   | Andreas Kofler                                                                 | Janne Ahonen                                                                             | Thomas Morgenstern                                                          |
| 2. Oktober 2010    | Alpencup                      | HS106   | Jaka Hvala                                                                     | Thomas Lackner                                                                           | Stefan Kraft                                                                |
| 3. Oktober 2010    | Alpencup                      | HS106   | Thomas Lackner                                                                 | Jaka Hvala                                                                               | Stefan Kraft                                                                |
| 29. Dezember 2010  | Weltcup                       | HS137   | Thomas Morgenstern                                                             | Matti Hautamäki                                                                          | Manuel Fettner                                                              |
| 30. Dezember 2011  | Weltcup                       | HS137   | Gregor Schlierenzauer                                                          | Andreas Kofler                                                                           | Thomas Morgenstern                                                          |
| 28. September 2012 | Alpencup                      | HS106   | Ronan Lamy Chappuis                                                            | Cene Prevc                                                                               | Patrick Streitler                                                           |
| 29. September 2012 | Alpencup                      | HS106   | Ronan Lamy Chappuis                                                            | Cene Prevc                                                                               | Anže Lanišek                                                                |
| 30. Dezember 2012  | Weltcup                       | HS137   | Anders Jacobsen                                                                | Gregor Schlierenzauer                                                                    | Severin Freund                                                              |
| 16. März 2013      | FIS-Cup                       | HS106   | Michael Dreher                                                                 | Markus Eisenbichler                                                                      | Tobias Lugert                                                               |
| 16. März 2013      | FIS-Cup                       | HS106   | Tobias Bogner                                                                  | Markus Eisenbichler                                                                      | Tobias Lugert                                                               |
| 29. Dezember 2013  | Weltcup                       | HS137   | Simon Ammann                                                                   | Anders Bardal                                                                            | Thomas Diethart Peter Prevc                                                 |
| 29. Dezember 2014  | Weltcup                       | HS137   | Stefan Kraft                                                                   | Michael Hayböck                                                                          | Peter Prevc                                                                 |
| 24. Januar 2015    | Weltcup                       | HS106   | Daniela Iraschko-Stolz                                                         | Carina Vogt                                                                              | Sara Takanashi                                                              |
| 25. Januar 2015    | Weltcup                       | HS106   | Daniela Iraschko-Stolz                                                         | Carina Vogt                                                                              | Taylor Henrich                                                              |
| 29. Dezember 2015  | Weltcup                       | HS137   | Severin Freund                                                                 | Michael Hayböck                                                                          | Peter Prevc                                                                 |
| 30. Januar 2016    | Weltcup                       | HS106   | Sara Takanashi                                                                 | Daniela Iraschko-Stolz                                                                   | Ema Klinec                                                                  |
| 31. Januar 2016    | Weltcup                       | HS106   | Sara Takanashi                                                                 | Daniela Iraschko-Stolz                                                                   | Maren Lundby                                                                |
| 29. Dezember 2016  | Weltcup                       | HS137   | Stefan Kraft                                                                   | Kamil Stoch                                                                              | Michael Hayböck                                                             |
| 7. Januar 2017     | Weltcup                       | HS137   | Sara Takanashi                                                                 | Irina Awwakumowa                                                                         | Yūki Itō                                                                    |
| 8. Januar 2017     | Weltcup                       | HS137   | Sara Takanashi                                                                 | Ema Klinec                                                                               | Irina Awwakumowa                                                            |
| 30. Dezember 2017  | Weltcup                       | HS137   | Kamil Stoch                                                                    | Richard Freitag                                                                          | Dawid Kubacki                                                               |
| 24. März 2018      | Weltcup                       | HS106   | Sara Takanashi                                                                 | Daniela Iraschko-Stolz                                                                   | Maren Lundby                                                                |
| 25. März 2018      | Weltcup                       | HS106   | Sara Takanashi                                                                 | Daniela Iraschko-Stolz                                                                   | Maren Lundby                                                                |
| 30. Dezember 2018  | Weltcup                       | HS137   | Ryōyū Kobayashi                                                                | Markus Eisenbichler                                                                      | Stefan Kraft                                                                |
| 15. Februar 2019   | Continental Cup               | HS137   | Clemens Aigner                                                                 | Felix Hoffmann                                                                           | Pius Paschke                                                                |
| 16. Februar 2019   | Weltcup                       | HS137   | Maren Lundby                                                                   | Katharina Althaus                                                                        | Urša Bogataj                                                                |
| 16. Februar 2019   | Continental Cup               | HS137   | Clemens Aigner                                                                 | Tilen Bartol                                                                             | Pius Paschke                                                                |
| 17. Februar 2019   | Weltcup                       | HS137   | Maren Lundby                                                                   | Juliane Seyfarth                                                                         | Sara Takanashi                                                              |
| 29. Dezember 2019  | Weltcup / Vierschanzentournee | HS137   | Ryōyū Kobayashi                                                                | Karl Geiger                                                                              | Dawid Kubacki                                                               |
| 10. Januar 2020    | Alpencup                      | HS137   | Mark Hafnar                                                                    | Tjaš Grilc                                                                               | Dominik Peter                                                               |
| 11. Januar 2020    | Alpencup                      | HS137   | Mark Hafnar                                                                    | Tjaš Grilc                                                                               | Dominik Peter                                                               |
| 1. Februar 2020    | Weltcup                       | HS137   | Chiara Hölzl                                                                   | Maren Lundby                                                                             | Daniela Iraschko-Stolz                                                      |
| 2. Februar 2020    | Weltcup                       | HS137   | Chiara Hölzl                                                                   | Maren Lundby                                                                             | Marita Kramer                                                               |
| 29. Dezember 2020  | Weltcup / Vierschanzentournee | HS137   | Karl Geiger                                                                    | Kamil Stoch                                                                              | Marius Lindvik                                                              |
| 25. Februar 2021   | Skiweltmeisterschaften        | HS106   | Ema Klinec                                                                     | Maren Lundby                                                                             | Sara Takanashi                                                              |
| 26. Februar 2021   | Skiweltmeisterschaften        | HS106   | ÖsterreichDaniela Iraschko-Stolz Sophie Sorschag Chiara Hölzl Marita Kramer    | SlowenienNika Križnar Špela Rogelj Urša Bogataj Ema Klinec                               | NorwegenSilje Opseth Anna Odine Strøm Thea Minyan Bjørseth Maren Lundby     |
| 27. Februar 2021   | Skiweltmeisterschaften        | HS106   | Piotr Żyła                                                                     | Karl Geiger                                                                              | Anže Lanišek                                                                |
| 28. Februar 2021   | Skiweltmeisterschaften        | HS106   | DeutschlandKatharina Althaus Markus Eisenbichler Anna Rupprecht Karl Geiger    | NorwegenSilje Opseth Robert Johansson Maren Lundby Halvor Egner Granerud                 | ÖsterreichMarita Kramer Michael Hayböck Daniela Iraschko-Stolz Stefan Kraft |
| 3. März 2021       | Skiweltmeisterschaften        | HS137   | Maren Lundby                                                                   | Sara Takanashi                                                                           | Nika Križnar                                                                |
| 5. März 2021       | Skiweltmeisterschaften        | HS137   | Stefan Kraft                                                                   | Robert Johansson                                                                         | Karl Geiger                                                                 |
| 6. März 2021       | Skiweltmeisterschaften        | HS137   | DeutschlandPius Paschke Severin Freund Markus Eisenbichler Karl Geiger         | ÖsterreichPhilipp Aschenwald Jan Hörl Daniel Huber Stefan Kraft                          | PolenPiotr Żyła Andrzej Stękała Kamil Stoch Dawid Kubacki                   |
| 29. Dezember 2021  | Weltcup / Vierschanzentournee | HS137   | Ryōyū Kobayashi                                                                | Halvor Egner Granerud                                                                    | Robert Johansson                                                            |
| 15. Januar 2022    | Continental Cup               | HS137   | Ulrich Wohlgenannt                                                             | Joacim Ødegård Bjøreng                                                                   | Benjamin Østvold                                                            |
| 16. Januar 2022    | Continental Cup               | HS137   | Ulrich Wohlgenannt                                                             | Anders Håre                                                                              | Justin Lisso                                                                |
| 10. September 2022 | Alpencup                      | HS106   | Maksim Bartolj                                                                 | Jonas Schuster                                                                           | Julijan Smid                                                                |
| 11. September 2022 | Alpencup                      | HS106   | Maksim Bartolj                                                                 | Jonas Schuster                                                                           | Julijan Smid                                                                |
| 29. Dezember 2022  | Weltcup / Vierschanzentournee | HS137   | Halvor Egner Granerud                                                          | Piotr Żyła                                                                               | Dawid Kubacki                                                               |
| 29. Dezember 2023  | Weltcup / Vierschanzentournee | HS137   | Andreas Wellinger                                                              | Ryōyū Kobayashi                                                                          | Stefan Kraft                                                                |
| 1. Januar 2024     | Weltcup / Two-Nights-Tour     | HS137   | Eva Pinkelnig                                                                  | Abigail Strate                                                                           | Eirin Maria Kvandal Jacqueline Seifriedsberger                              |
| 29. Dezember 2024  | Weltcup / Vierschanzentournee | HS137   | Stefan Kraft                                                                   | Jan Hörl                                                                                 | Daniel Tschofenig                                                           |

## Offizielle Schanzenrekorde auf Schnee
Quelle:

### Große Schattenbergschanze (Männer)
| Datum             | Springer              | Weite       |
| ----------------- | --------------------- | ----------- |
| 30. Dezember 1972 | Hans-Georg Aschenbach | 106,0 Meter |
| 30. Dezember 1975 | Toni Innauer          | 110,0 Meter |
| 30. Dezember 1982 | Horst Bulau           | 114,5 Meter |
| 30. Dezember 1984 | Ernst Vettori         | 116,0 Meter |
| 30. Dezember 1987 | Pavel Ploc            | 117,0 Meter |
| 30. Dezember 1993 | Jens Weißflog         | 124,5 Meter |
| 29. Dezember 1996 | Kristian Brenden      | 125,0 Meter |
| 29. Dezember 2000 | Martin Höllwarth      | 126,0 Meter |
| 29. Dezember 2000 | Stefan Horngacher     | 127,5 Meter |
| 29. Dezember 2000 | Adam Małysz           | 132,5 Meter |
| 29. Dezember 2000 | Martin Schmitt        | 133,0 Meter |
| 28. Dezember 2003 | Sigurd Pettersen      | 134,0 Meter |
| 29. Dezember 2003 | Thomas Morgenstern    | 140,0 Meter |
| 29. Dezember 2003 | Sigurd Pettersen      | 143,5 Meter |

### Große Schattenbergschanze (Frauen)
| Datum            | Springer         | Weite       |
| ---------------- | ---------------- | ----------- |
| 6. Januar 2017   | Sara Takanashi   | 127,5 Meter |
| 7. Januar 2017   | Sara Takanashi   | 131,0 Meter |
| 7. Januar 2017   | Yūki Itō         | 131,5 Meter |
| 7. Januar 2017   | Irina Awwakumowa | 132,0 Meter |
| 15. Februar 2019 | Maren Lundby     | 133,0 Meter |
| 17. Februar 2019 | Maren Lundby     | 135,0 Meter |
| 17. Februar 2019 | Juliane Seyfarth | 135,0 Meter |
| 17. Februar 2019 | Maren Lundby     | 135,5 Meter |
| 1. Februar 2020  | Chiara Hölzl     | 141,5 Meter |

### Schattenbergschanze (Männer)
| Datum            | Springer              | Weite       |
| ---------------- | --------------------- | ----------- |
| 20. Februar 1987 | Vegard Opaas          | 90,0 Meter  |
| 19. Februar 2005 | Rok Benkovič          | 101,0 Meter |
| 26. Februar 2021 | Danil Sadrejew        | 102,5 Meter |
| 26. Februar 2021 | Yukiya Satō           | 104,5 Meter |
| 26. Februar 2021 | Halvor Egner Granerud | 105,5 Meter |

### Schattenbergschanze (Frauen)
| Datum            | Springer       | Weite       |
| ---------------- | -------------- | ----------- |
| 24. Januar 2015  | Taylor Henrich | 101,5 Meter |
| 30. Januar 2016  | Sara Takanashi | 104,0 Meter |
| 30. Januar 2016  | Sara Takanashi | 107,0 Meter |
| 25. Februar 2021 | Marita Kramer  | 109,0 Meter |